# دان فيلوز بلات
دان فيلوز بلات هو سياسي أمريكي، ولد في 10 يونيو 1873 في نيويورك في الولايات المتحدة، وتوفي في 16 ديسمبر 1937 في إنغلوود في الولايات المتحدة. انتخب عمدة إنغلوود, نيوجيرسي ‏.